# Мальвінас Архентінас
«Мальвінас Архентінас» (ісп. Estadio Malvinas Argentinas) — футбольний стадіон, розташований в столиці провінції Мендоса, Аргентина. Його місткість становить близько 40 268 глядачів. Власником стадіону є уряд провінції.

## Історія
У 1978 році Аргентині потрібно було побудувати стадіони для проведення чемпіонату світу з футболу 1978 року. У 1976 ці було визначено, що Мендоса буде одним з міст-господарів, але після огляду стадіонів місцевих клубів було вирішено, що буде зручніше побудувати новий стадіон, розташований неподалік від центру міста, біля підніжжя гори Серро-де-ла-Глорія та з використанням особливостей рельєфу басейнів, розташованих на її схилах. Його проект передбачав проведення нових і продовження деяких існуючих доріг, будівництво автостоянок, забезпечення доступу з парку генерала Сан-Мартіна, будівництво додаткового поля для тренувань, проведення нових ліній електропередач, каналізаційних і водопровідних труб і інших допоміжних робіт.
Будівництво стадіону почалося в 1976 році, а відкриття відбулося 14 травня 1978 року матчем між збірними міст Мендоси і Сан-Рафаеля.
Через кілька тижнів розпочався чемпіонат світу 1978 року, і стадіон прийняв 3 матчі групи D за участю збірних Перу, Шотландії, Нідерландів та Ірану, а також 3 матчі другого раунду з участю збірних Бразилії, Перу та Польщі.
Початковою назвою стадіону було «С'юдад-де-Мендоса» (ісп. Estadio Ciudad de Mendoza), а свою нинішню назву він отримав на честь Фолклендської війни 1982 року і символізує аргентинські претензії над Фолклендськими островами, які в Аргентині називаються Мальвінськими.
Стадіон використовується для проведення різних культурних заходів з 1994 року. Він приймав Літні ігри AFA, був домашнім стадіоном для клубу «Архентінос Хуніорс», незважаючи на те, що це клуб з Буенос-Айреса. У 2001 році він приймав матчі чемпіонату світу серед молодіжних команд.
З 1994 року використовувався клубом «Годой-Крус», який грав у Національному чемпіонаті B, другому ешелоні аргентинського футболу. Також на цьому стадіоні проводили свої матчі «Сан-Мартін» з Мендоси і «Індепендьєнте» (Рівадавія).
На цьому стадіоні відбувся один з літніх матчів Суперкласіко між клубами «Бока Хуніорс» і «Рівер Плейт».
У 2005 році стадіон приймав чемпіонат світу з регбі серед молоді.
У 2007 році на стадіоні проходив товариський матч між збірними Аргентини і Чилі.
Після виходу в перший дивізіон «Годой-Крус» став проводити тут свої домашні матчі, замість власного стадіону «Фелісіано Гамбарте».
У 2011 році «Годой-Крус» вперше в своєї історії брав участь в Кубку Лібертадорес і свої домашні матчі проводив на стадіоні «Архентінас Мальвінас», де він обіграв ЛДУ Кіто і зіграв внічию з «Індепендьєнте».

### Реконструкція
В квітні 2011 року розпочалися роботи з реконструкції стадіону перед Кубком Америки, який повинен був пройти в липні в Аргентині і на якому стадіон повинен був прийняти матчі турніру. В ці роботи входила повна заміна крісел, установка LED-екранів площею 128 м2 (найбільшого в Південній Америці), реконструкція туалетів, ремонт даху, ліфтів стадіону та покращення доступу до нього.

## Чемпіонат світу 1978 року
На «Мальвінас Архентінас» (тоді називався «С'юдад-де-Мендоса») були зіграно шість ігор. При цьому в третій з них, що відбулась 11 червня року, був забитий ювілейний 1000-ий гол в історії чемпіонаті світу. Його забив нідерландець Роб Ренсенбрінк з пенальті, втім його збірна все ж поступилась шотландцям 2:3.
| Дата      | Час (UTC-03) | Раунд | Група   | Збірна #1  | Рахунок | Збірна #2  | Глядачів |
| --------- | ------------ | ----- | ------- | ---------- | ------- | ---------- | -------- |
| 3 червня  | 16:45        | 1     | Група 4 | Нідерланди | 3–0     | Іран       | 33,431   |
| 7 червня  | 16:45        | 1     | Група 4 | Нідерланди | 0–0     | Перу       | 28,125   |
| 11 червня | 16:45        | 1     | Група 4 | Шотландія  | 3–2     | Нідерланди | 35,130   |
| 14 червня | 16:45        | 2     | Група B | Перу       | 0–3     | Бразилія   | 31,278   |
| 18 червня | 13:45        | 2     | Група B | Перу       | 0–1     | Польща     | 35,288   |
| 21 червня | 16:45        | 2     | Група B | Бразилія   | 3–1     | Польща     | 39,586   |

## Галерея

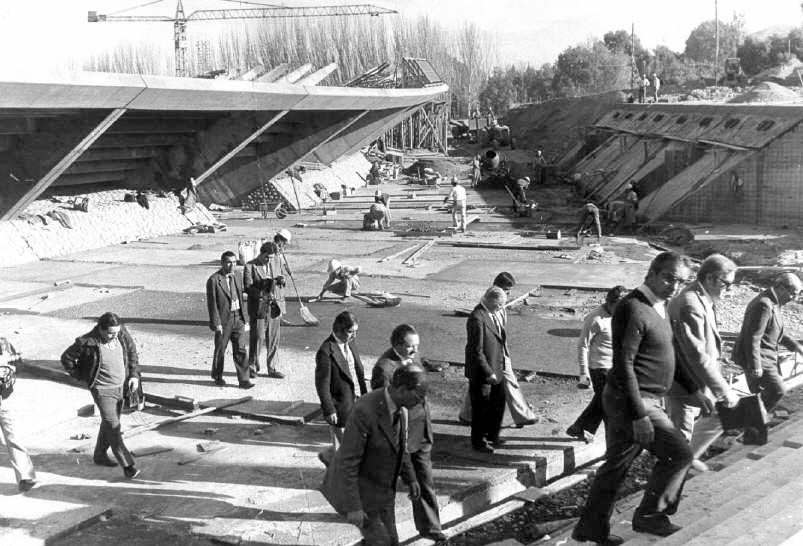
Стадіон під час будівництва. 1977 рік.
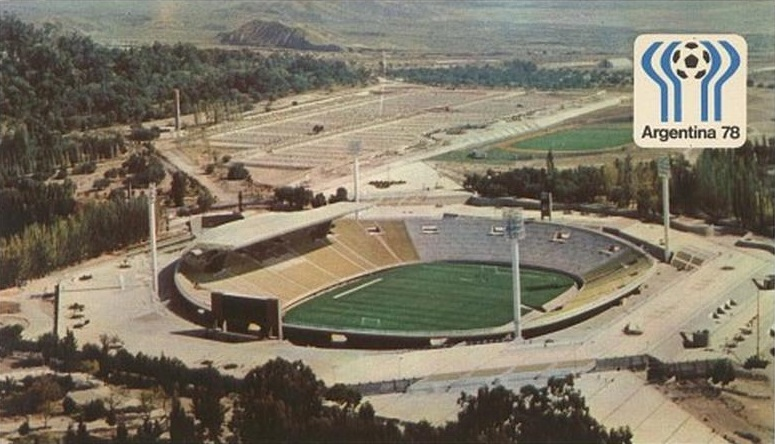
Стадіон напередодні чемпіонату світу 1978 року.
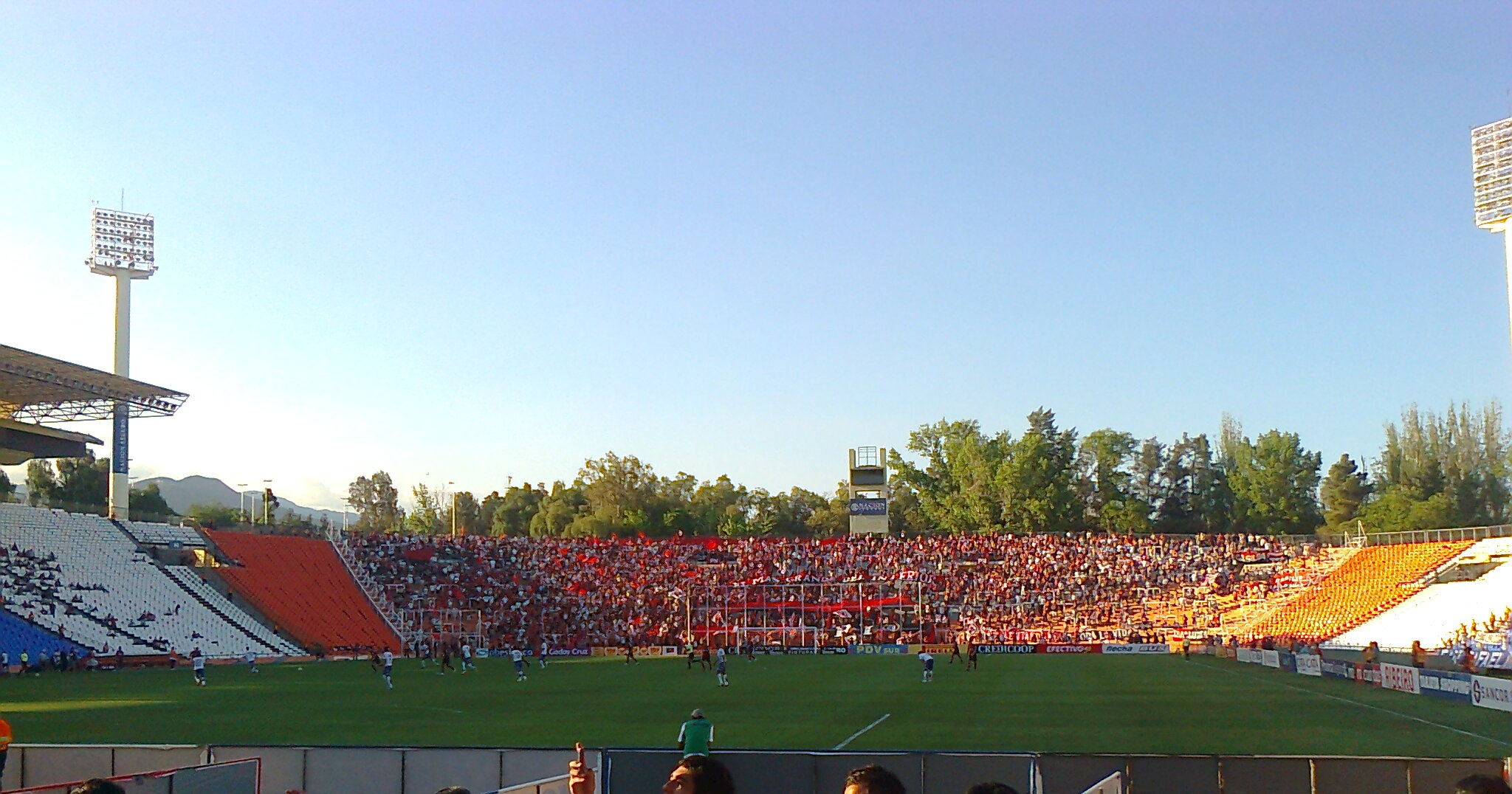
Стадіон у 2012 році
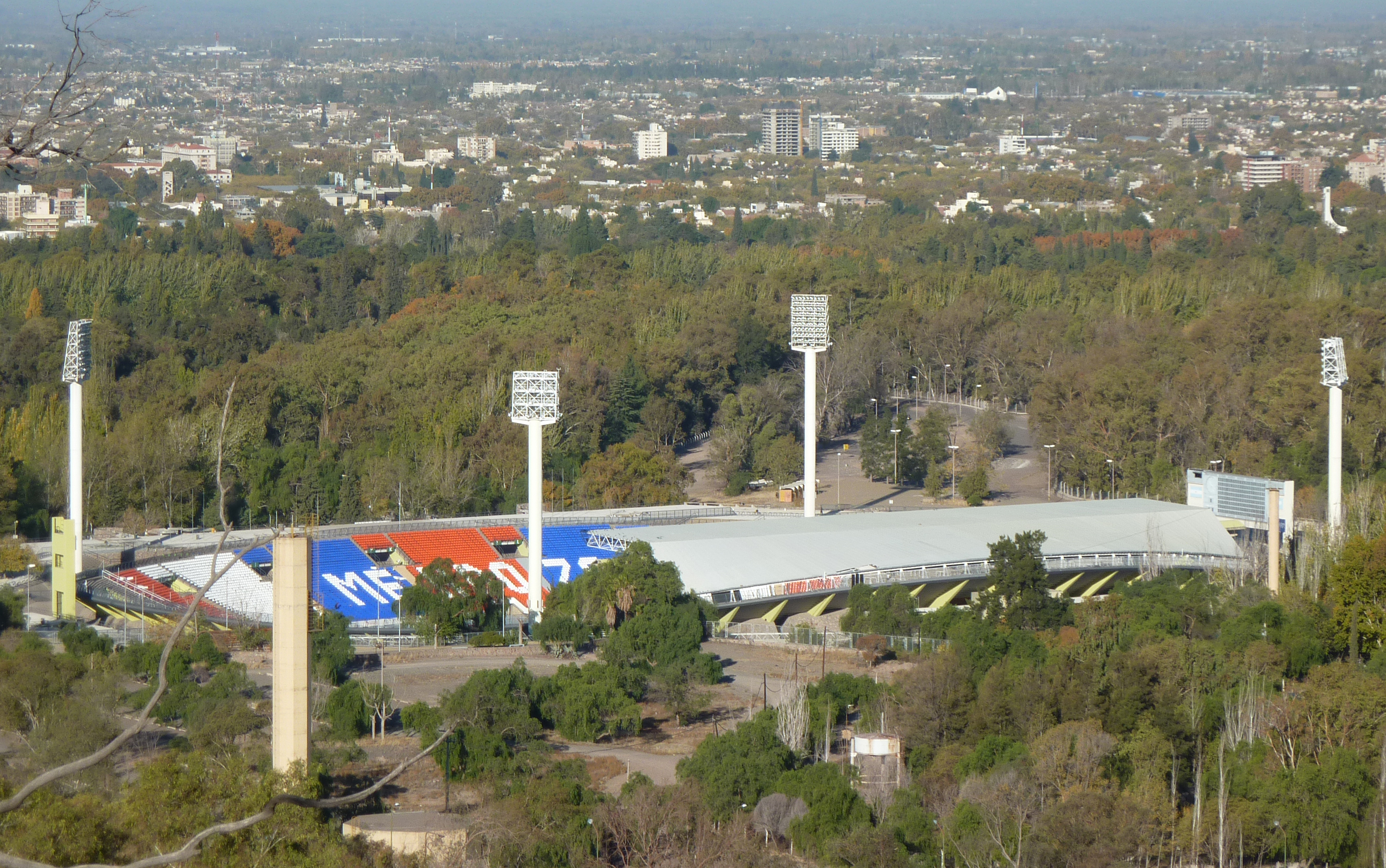
Вид на стадіон з гори Серра-де-ла-Глорія.